# Ali ibn Hammud

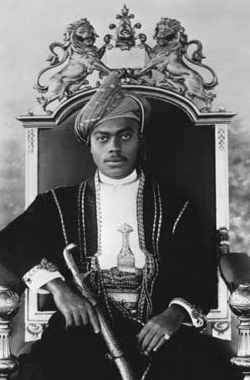
Sultan Ali ibn Hammud (1907)

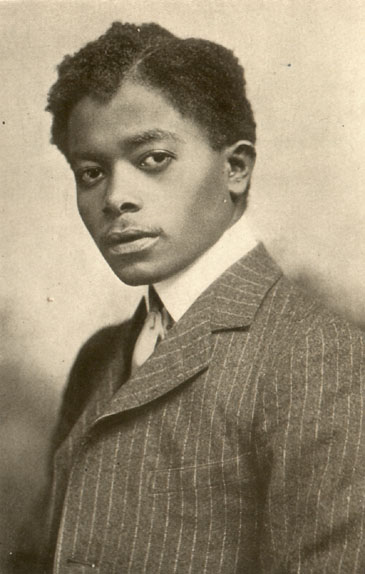
Ali ibn Hammud (1907)

Sayyid Ali ibn Hammud al-Busaidi (* 7. Juni 1884; † 20. Dezember 1918 in Paris, Frankreich) (arabisch علي بن حمود البوسعيدي, DMG ʿAlī b. Ḥammūd al-Būsaʿīdī) war von 1902 bis 1911 Sultan von Sansibar. Zur Unterscheidung von seinem Großonkel Ali ibn Said wurde Ali ibn Hammud gelegentlich auch als Ali II. bezeichnet.
Ali war der Sohn und Nachfolger des Sultans Hammud ibn Muhammad ibn Said und Enkel des Sultans Madschid bin Said von Sansibar, er regierte Sansibar vom 20. Juli 1902 bis zu seiner Abdankung am 9. Dezember 1911. Er hatte seine Ausbildung in England erhalten und dort auch als Gast an der Krönung des britischen Königs Eduard VII. teilgenommen. Später nahm er auch an der Krönung Georgs V. teil.
Seine eigene Thronfolge war die erste Vater-Sohn-Thronfolge seit Gründung des Sultanats Sansibar und das Ergebnis einer Vereinigung der omanischen Linie (väterlicherseits) und der sansibarischen Linie (mütterlicherseits) der Said-Dynastie. Seit 1890 stand Sansibar unter britischem Protektorat und war auf die Insel beschränkt, 1892 hatte es die unter sansibarischer Oberhoheit stehenden Städte an der somalischen Benadirküste an Italien verpachten, 1893 schließlich verkaufen müssen. Ausgenommen waren zunächst noch die Ansprüche auf Mogadischu, die Ali 1905 endgültig an Italien verkaufte, wofür er den Orden der Krone von Italien erhielt. Ali war zudem mit dem preußischen Roten Adlerorden und dem portugiesischen Orden unserer lieben Frau von Vila Viçosa ausgezeichnet worden.
Ali musste sich nicht nur der anhaltenden Ansprüche des von den Briten vertriebenen Vorgängers seines Vaters erwehren (der gestürzte Sultan Chalid ibn Barghasch residierte an der gegenüberliegenden Küste in Daressalam), er selbst kränkelte auch und fühlte sich in Sansibar unwohl. Ali soll bereits so sehr anglisiert gewesen sein, dass er kaum Swahili oder Arabisch sprach und selbst für Gespräche mit seiner Mutter einen Dolmetscher benötigt haben soll. 1911 trat er schließlich zugunsten seines Schwagers Chalifa ibn Harub ibn Thuwaini zurück. Er dankte allerdings nicht ab, sondern blieb formal weiterhin Sultan und übertrug Chalifa zunächst nur die Regentschaft. Ali zog sich in die Schweiz und nach Frankreich zurück, wo er schließlich starb und auf dem muslimischen Teil des Pariser Friedhofs Père-Lachaise beigesetzt wurde.
Ali war verheiratet mit einer Tochter des Sultans Faisal ibn Turki von Oman.